# Juliano Elizeu Vicentini
Juliano Elizeu Vicentini, mais conhecido como Juliano (São José do Rio Preto, 26 de agosto de 1981), é um ex-futebolista brasileiro que atuava como meia.

## Carreira

### Brasil
Revelado pelo Palmeiras, o jogador nunca chegou a se firmar no clube, tendo passado por diversos empréstimos, apesar das conquistas da Copa Mercosul de 1998, Copa Libertadores da América (1999), Torneio Rio-São Paulo (2000) e a Copa dos Campeões (2000). Entrou na justiça em 2003, para se desvincular do Palmeiras. 
No Brasil ainda teve uma boa passagem pelo Flamengo, conquistando o Campeonato Carioca, em 2004.

### Exterior
O jogador pelo clube portugês, Marítimo e pelos italianos Lecce, Pisa e Novara. Pelo último, conquistou a Serie B. Ainda no Novara, o jogador rescindiu contrato com o clube devido a problemas físicos, todavia, foi reintegrado.

## Títulos
Palmeiras
- Copa Mercosul de 1998
- Copa Libertadores da América Copa Libertadores da América: 1999
- Torneio Rio-São Paulo: 2000
- Copa dos Campeões: 2000

Flamengo
- Campeonato Carioca: 2004
- Taça Guanabara: 2004

Martim-Portugal
- Taça da Madeira: 2008-09

Joinville
- Copa Santa Catarina: 2009
- Recopa Sul-Brasileira: 2009

Novara
- Campeonato Italiano - Serie B: 2009-10

### Outras Conquistas
Palmeiras
- Troféu Província de Lucca: 1999
- Taça Valle d'Aosta: 1999
- Taça Pedreira: 2002
- Taça Cidade de Jacutinga: 2002

Martim-Portugal
- Taça da Madeira: 2008-09

## Prêmios Individuais

### Artilharias
Palmeiras
- Taça Valle d'Aosta: 1999 (3 gols)